# Identité des huit carrés de Degen
En mathématiques, et plus précisément en algèbre, l’identité des huit carrés de Degen montre que le produit de deux nombres, dont chacun est une somme de huit carrés, est lui-même une somme de huit carrés.

## Identité de Degen
Si les ai et les bj sont des entiers, des nombres réels ou complexes, ou plus généralement des éléments d'un anneau commutatif, on a :
{\displaystyle (a_{1}^{2}+a_{2}^{2}+a_{3}^{2}+a_{4}^{2}+a_{5}^{2}+a_{6}^{2}+a_{7}^{2}+a_{8}^{2})(b_{1}^{2}+b_{2}^{2}+b_{3}^{2}+b_{4}^{2}+b_{5}^{2}+b_{6}^{2}+b_{7}^{2}+b_{8}^{2})=\,}
{\displaystyle (a_{1}b_{1}-a_{2}b_{2}-a_{3}b_{3}-a_{4}b_{4}-a_{5}b_{5}-a_{6}b_{6}-a_{7}b_{7}-a_{8}b_{8})^{2}+\,}
{\displaystyle (a_{1}b_{2}+a_{2}b_{1}+a_{3}b_{4}-a_{4}b_{3}+a_{5}b_{6}-a_{6}b_{5}-a_{7}b_{8}+a_{8}b_{7})^{2}+\,}
{\displaystyle (a_{1}b_{3}-a_{2}b_{4}+a_{3}b_{1}+a_{4}b_{2}+a_{5}b_{7}+a_{6}b_{8}-a_{7}b_{5}-a_{8}b_{6})^{2}+\,}
{\displaystyle (a_{1}b_{4}+a_{2}b_{3}-a_{3}b_{2}+a_{4}b_{1}+a_{5}b_{8}-a_{6}b_{7}+a_{7}b_{6}-a_{8}b_{5})^{2}+\,}
{\displaystyle (a_{1}b_{5}-a_{2}b_{6}-a_{3}b_{7}-a_{4}b_{8}+a_{5}b_{1}+a_{6}b_{2}+a_{7}b_{3}+a_{8}b_{4})^{2}+\,}
{\displaystyle (a_{1}b_{6}+a_{2}b_{5}-a_{3}b_{8}+a_{4}b_{7}-a_{5}b_{2}+a_{6}b_{1}-a_{7}b_{4}+a_{8}b_{3})^{2}+\,}
{\displaystyle (a_{1}b_{7}+a_{2}b_{8}+a_{3}b_{5}-a_{4}b_{6}-a_{5}b_{3}+a_{6}b_{4}+a_{7}b_{1}-a_{8}b_{2})^{2}+\,}
{\displaystyle (a_{1}b_{8}-a_{2}b_{7}+a_{3}b_{6}+a_{4}b_{5}-a_{5}b_{4}-a_{6}b_{3}+a_{7}b_{2}+a_{8}b_{1})^{2}\,}
Cette identité, découverte par Carl Ferdinand Degen (da) vers 1818, fut indépendamment redécouverte par John Thomas Graves (en) (1843) et Arthur Cayley (1845). Ces derniers l'obtinrent alors qu'ils étudiaient une extension des quaternions, les octonions ; cette identité signifie, en effet, que la norme des octonions est multiplicative, c'est-à-dire que la norme du produit de deux octonions est égale au produit de leurs normes : {\displaystyle \|uv\|=\|u\|\|v\|}. Des  identités analogues sont liées à la norme des quaternions (l'identité des quatre carrés d'Euler) et au module des nombres complexes (l'identité de Brahmagupta). Cependant, en 1898, Adolf Hurwitz montra qu'on ne pouvait pas utiliser les sédénions pour généraliser encore ces formules, et en fait  qu'il n'existait d'identité bilinéaire pour aucun autre nombre de carrés que 1, 2, 4 et 8.
On remarquera que chaque quadrant se ramène à une variante de l'identité des quatre carrés d'Euler :
{\displaystyle (a_{1}^{2}+a_{2}^{2}+a_{3}^{2}+a_{4}^{2})(b_{1}^{2}+b_{2}^{2}+b_{3}^{2}+b_{4}^{2})=\,}
{\displaystyle (a_{1}b_{1}-a_{2}b_{2}-a_{3}b_{3}-a_{4}b_{4})^{2}+\,}
{\displaystyle (a_{1}b_{2}+a_{2}b_{1}+a_{3}b_{4}-a_{4}b_{3})^{2}+\,}
{\displaystyle (a_{1}b_{3}-a_{2}b_{4}+a_{3}b_{1}+a_{4}b_{2})^{2}+\,}
{\displaystyle (a_{1}b_{4}+a_{2}b_{3}-a_{3}b_{2}+a_{4}b_{1})^{2}\,},
et :
{\displaystyle (a_{5}^{2}+a_{6}^{2}+a_{7}^{2}+a_{8}^{2})(b_{1}^{2}+b_{2}^{2}+b_{3}^{2}+b_{4}^{2})=\,}
{\displaystyle (a_{5}b_{1}+a_{6}b_{2}+a_{7}b_{3}+a_{8}b_{4})^{2}+\,}
{\displaystyle (a_{5}b_{2}-a_{6}b_{1}+a_{7}b_{4}-a_{8}b_{3})^{2}+\,}
{\displaystyle (a_{5}b_{3}-a_{6}b_{4}-a_{7}b_{1}+a_{8}b_{2})^{2}+\,}
{\displaystyle (a_{5}b_{4}+a_{6}b_{3}-a_{7}b_{2}-a_{8}b_{1})^{2}\,},
et de même pour les deux autres quadrants.

## Stabilité multiplicative des sommes dencarrés
Une conséquence du théorème (1,2,4,8) de Hurwitz mentionné ci-dessus et de l'identité de Degen, est que les sommes de {\displaystyle n} carrés dans tout anneau commutatif sont stables par multiplication si et seulement si {\displaystyle n=1,2,4} ou {\displaystyle 8}.